# Marion Jones
Marion Lois Jones, coniugata Thompson (Los Angeles, 12 ottobre 1975), è un'ex velocista, lunghista e cestista statunitense.
È stata campionessa mondiale dei 100 metri piani ad Atene 1997 e a Siviglia 1999. È titolare di doppia nazionalità: statunitense e del Belize, paese originario della madre.

## Biografia

### Carriera sportiva
Atleta sia di basket che di atletica, dapprima si concentrò sulla pallacanestro e giocò nel North Carolina vincendo il titolo nazionale NCAA femminile nel 1994 (era il playmaker titolare della squadra). Dopo aver perso il posto nella nazionale olimpica per i Giochi olimpici del 1996 di Atlanta, a causa di una frattura al piede, decise di dedicarsi completamente all'atletica.
Vinse il suo primo titolo internazionale ai Campionati del mondo di atletica leggera di Atene nel 1997 diventando campionessa del mondo nei 100 metri piani e nella staffetta 4×100 metri. Nello stesso torneo si piazzò decima nel salto in lungo.
Nel 1998 vinse il jackpot della IAAF Golden League rimanendo imbattuta in tutte le gare dell'anno. Stabilì nello stesso anno nelle due finali di Coppa del mondo il terzo tempo assoluto mondiale di sempre sui 100 m (10"65) ed il secondo sui 200 m (21"62). Inoltre risultò la migliore delle liste annuali nel salto in lungo con la misura di 7,31 m, realizzata due volte nel corso della stagione. Nonostante questo, nella finale di Coppa del mondo dovette inchinarsi alla regina della specialità, Heike Drechsler.
Nel 1999, tentò di vincere quattro titoli ai Mondiali di Siviglia, ma si infortunò durante le semifinali dei 200 metri piani, dopo aver vinto l'oro nei 100 metri ed il bronzo nel salto in lungo.

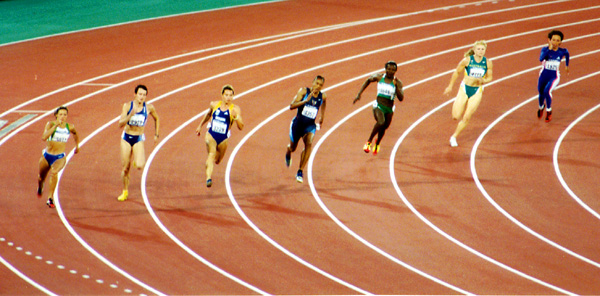
Marion Jones durante la finale olimpica dei 200 m a

Vinse 5 medaglie olimpiche nel 2000 a Sydney: 3 d'oro (100 m, 200 m e staffetta 4×400 m) e 2 di bronzo (salto in lungo e staffetta 4×100 m). Nel 2001 ai Mondiali di Edmonton, la sconfitta bruciante sui 100 m inflittale da Žanna Pintusevyč-Blok non le impedì di vincere l'oro sia nei 200 metri, sia nella staffetta 4×100 metri. Quest'ultima vittoria venne successivamente revocata a causa della presenza nel quartetto di Kelli White, squalificata per doping nel 2003 con effetti anche retroattivi.
Abbandona temporaneamente l'attività nel 2003 per la nascita del figlio. Si ripresenta alle gare nel 2004 per partecipare ai Giochi olimpici di Atene, ma torna negli Stati Uniti senza medaglie. Nell'ottobre del 2007, dopo aver annunciato pubblicamente di aver fatto uso di sostanze dopanti in vista della preparazione ai Giochi olimpici di Sydney, Marion Jones - su pressione del Comitato Olimpico degli Stati Uniti e della IAAF (massimo organismo di Atletica) - restituisce gli allori vinti all'Olimpiade australiana. Il 23 novembre 2003 la IAAF decide di annullare anche i risultati ottenuti in staffetta (oltre a quelli individuali) a partire dal 1º settembre 2000.

### La vicenda BALCO ed il ritiro
L'agenzia anti-doping americana investigò su Marion Jones per un possibile uso di droga, in relazione allo scandalo legato alla BALCO (Bay Area Laboratory Co-Operative), una industria farmaceutica americana. Il 3 dicembre 2004 Victor Conte, il fondatore della BALCO, apparve in un'intervista sull'emittente ABC, in cui affermò che Jones fece uso di cinque differenti sostanze illegali per il miglioramento delle prestazioni sportive, prima, dopo e durante i Giochi di Sydney del 2000.
Il 19 agosto 2006, Marion Jones viene trovata positiva all'eritropoietina (EPO) usata in occasione dei campionati americani dello stesso anno a fine giugno ad Indianapolis. Le controanalisi svolte il 6 settembre 2006 hanno però esito negativo e l'atleta viene prosciolta dall'accusa di doping. Un anno dopo, il 5 ottobre 2007, confessa alla US. District Court di New York di aver fatto uso a partire dal 1999 di sostanze dopanti, di aver mentito in riferimento al processo BALCO ed alla frode bancaria in cui era implicato il suo ex-compagno Tim Montgomery; contemporaneamente annuncia il ritiro dall'attività agonistica. Tre giorni dopo restituisce le cinque medaglie vinte alle Olimpiadi di Sydney nel 2000.
Il 12 dicembre 2007, il Comitato Olimpico ufficializza la cancellazione dei risultati dell'atleta dall'albo ufficiale sino al 2004 a partire dalle Olimpiadi di Sydney; a questo si aggiunge la richiesta della restituzione dei premi in denaro ottenuti dalla Jones in quel periodo (circa un milione di dollari).
In data 11 gennaio 2008 viene condannata a sei mesi di carcere per aver mentito al giudice riguardo all'uso di sostanze dopanti. La stessa ha svolto per punizione quattrocento ore di lavori socialmente utili.

### Ritorno nello sport
Finita di scontare la condanna nel settembre 2008, a partire dall'ottobre 2009 Marion Jones lavora sulla sua forma fisica con lo staff delle San Antonio Silver Stars, squadra WNBA, in vista di un possibile esordio nella pallacanestro professionistica femminile. Il coach delle Silver Stars Dan Hughes conferma la notizia.
La Jones già nel 2003 era stata scelta nel draft WNBA dalle Phoenix Mercury, ma allora non aveva considerato un ritorno al suo primo sport. Il 10 marzo 2010 diventa ufficiale il suo approdo nella lega professionistica femminile americana: firma un contratto annuale al minimo salariale con le Tulsa Shock, con cui giocherà la stagione WNBA 2010. Nella prima uscita stagionale, Marion Jones gioca per tre minuti e diciannove secondi, chiudendo la propria prestazione senza segnare. Le Shock perdono 80-74 contro le Minnesota Lynx. Alla fine della sua prima stagione WNBA la Jones fa registrare le medie di 3.4 punti, 1.6 rimbalzi e 0.6 assist a partita.
Il 22 luglio 2011 viene licenziata dalla squadra delle Tulsa Shock; la Jones ha ringraziato il team per la possibilità datale e spera di trovare un'altra squadra per continuare a giocare nella WNBA.

## Vita privata
Marion Jones sposò il lanciatore del peso Cottrell J. Hunter (campione mondiale a Siviglia 1999), che nel 1998 era allenatore all'Università della Carolina del Nord. Hunter fu squalificato dalle Olimpiadi di Sydney dopo esser risultato positivo al nandrolone. I due divorziarono nel 2001.
Convolò quindi in seconde nozze con il velocista Tim Montgomery, allora primatista mondiale dei 100 m. Successivamente alla vicenda BALCO che investe in primis il marito, Jones divorzia una seconda volta nonostante abbia avuto da Tim un figlio, Tim Montgomery Jr.
Nel febbraio del 2007 si sposa con il velocista barbadiano Obadele Thompson, medaglia di bronzo nei 100 m piani ai Giochi olimpici di Sydney del 2000, da cui ha avuto due figli.

## Record nazionali

### Seniores
- Staffetta 4×200 metri: 1'27"46 ( Filadelfia, 29 aprile 2000) (LaTasha Jenkins, LaTasha Colander, Nanceen Perry, Marion Jones)

## Progressione

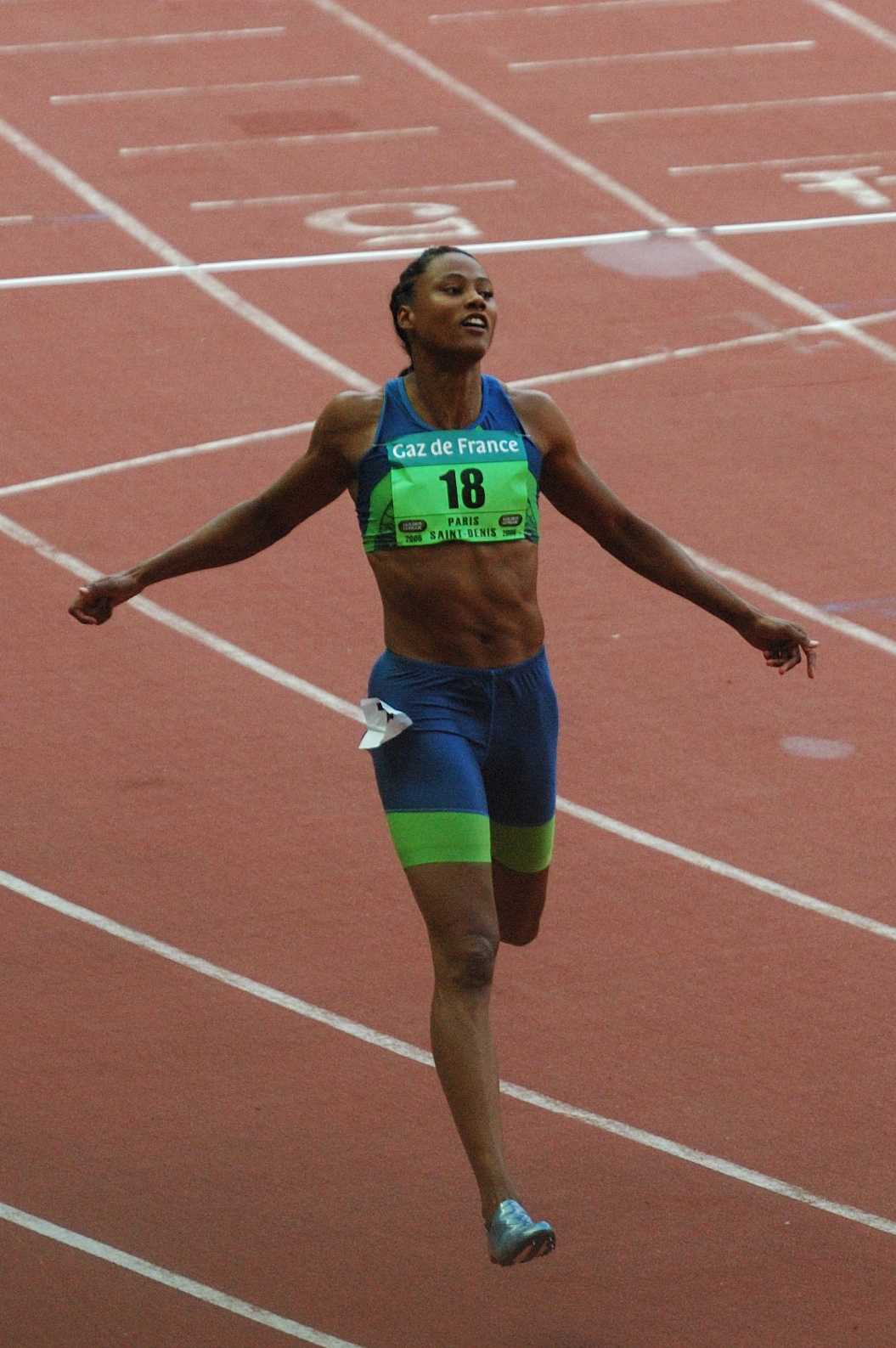
Marion Jones al Meeting Gaz de France nel 2006

### 100 metri piani
| Stagione | Tempo | Luogo        | Data      | Rank. Mond. |
| -------- | ----- | ------------ | --------- | ----------- |
| 2000     | 10"78 | Londra       | 5-8-2000  |             |
| 1999     | 10"70 | Siviglia     | 22-8-1999 | 1ª          |
| 1998     | 10"65 | Johannesburg | 12-9-1998 | 1ª          |
| 1997     | 10"76 | Bruxelles    | 22-8-1997 | 1ª          |
| 1992     | 11"14 | Norwalk      | 6-6-1992  |             |
| 1991     | 11"17 | Cerritos     | 1-6-1991  |             |

### 200 metri piani
| Stagione | Tempo | Luogo        | Data      | Rank. Mond. |
| -------- | ----- | ------------ | --------- | ----------- |
| 2000     | 21"94 | Sacramento   | 23-7-2000 |             |
| 1999     | 21"81 | Eugene       | 30-5-1999 | 2ª          |
| 1998     | 21"62 | Johannesburg | 11-9-1998 | 1ª          |
| 1997     | 21"76 | Zurigo       | 13-8-1997 | 1ª          |
| 1992     | 22"58 | New Orleans  | 28-6-1992 |             |
| 1991     | 22"76 | New York     | 15-6-1991 |             |

### Salto in lungo
| Stagione | Misura | Luogo        | Data      | Rank. Mond. |
| -------- | ------ | ------------ | --------- | ----------- |
| 2000     | 7,02 m | Sacramento   | 16-7-2000 | 3ª          |
| 1999     | 7,01 m | Raleigh      | 12-6-1999 | 4ª          |
| 1998     | 7,31 m | Zurigo       | 12-8-1998 | 1ª          |
| 1998     | 7,31 m | Eugene       | 31-5-1998 | 1ª          |
| 1997     | 6,93 m | Indianapolis | 15-6-1997 |             |
| 1994     | 6,75 m | Boise        | 1-6-1994  |             |

## Palmarès
| Anno | Manifestazione    | Sede     | Evento         | Risultato  | Prestazione | Note                                    |
| ---- | ----------------- | -------- | -------------- | ---------- | ----------- | --------------------------------------- |
| 1992 | Mondiali juniores | Seul     | 100 m piani    | 5ª         | 11"58       |                                         |
| 1992 | Mondiali juniores | Seul     | 200 m piani    | 7ª         | 24"09       |                                         |
| 1992 | Mondiali juniores | Seul     | 4×100 m        | Argento    | 44"51       |                                         |
| 1997 | Mondiali          | Atene    | 100 m piani    | Oro        | 10"83       | Miglior prestazione mondiale stagionale |
| 1997 | Mondiali          | Atene    | Salto in lungo | 10ª        | 6,63 m      |                                         |
| 1997 | Mondiali          | Atene    | 4×100 m        | Oro        | 41"47       | Record dei campionati                   |
| 1999 | Mondiali          | Siviglia | 100 m piani    | Oro        | 10"70       | Record dei campionati                   |
| 1999 | Mondiali          | Siviglia | 200 m piani    | Semifinale | dnf         |                                         |
| 1999 | Mondiali          | Siviglia | Salto in lungo | Bronzo     | 6,83 m      |                                         |

## Campionati nazionali
- 3 volte campionessa nazionale dei 100 m piani (1997, 1998, 2000)
- 3 volte campionessa nazionale dei 200 m piani (1998, 1999, 2000)
- 3 volte campionessa nazionale del salto in lungo (1997, 1998, 2000)

## Altre competizioni internazionali
1997
- Oro alla Grand Prix Final ( Fukuoka), 200 m piani - 21"84 w

1998
- Oro alla Grand Prix Final ( Mosca), 100 m piani - 10"83
- Oro alla Grand Prix Final ( Mosca), salto in lungo - 7,13 m
- Oro in Coppa del mondo ( Johannesburg), 100 m piani - 10"65
- Oro in Coppa del mondo ( Johannesburg), 200 m piani - 21"62
- Argento in Coppa del mondo ( Johannesburg), salto in lungo - 7,00 m

## Riconoscimenti
- Atleta mondiale dell'anno (1997, 1998)